# هومبان هلتش دوم
هومبان هلتش دوم (به انگلیسی: Humban-haltash) یا اوممان آلداش (به انگلیسی: Ummanaldash) یکی از شاهان ایرانی در دورهٔ ایلام بود.  
در پژوهش هاي اخير بر اساس يک متن پيشنهاد شده‌است که هومبان هلتش یکم و هومبان هلتش دوم برادر بوده‌اند. اما هيچ نمونه ي ديگري از ناميدن دو برادر به يک نام در خاندان هاي شاهان ايلامي ديده نشده‌است. هومبان هلتش دوم در میانهٔ اکتبر ۶۸۱پ.م بر تخت نشست. در ابتداي حکومتش يکي از شاهزادگان فراري بابلي را که به دربار ايلام آمده بودند، کشت. او در ۶۷۵پ.م شهر سيپار را که اکنون زير فرمان آشوريان قرار داشت مورد حمله و غارت قرار داد. ولي اندکي بعد در پایان سپتامبر ۶۷۵پ.م درگذشت.

## کتابشناسی
- قشقائی، حمیدرضا، گاهنمای ایلامیان، تهران، اوگان، ۱۳۹۰.
- کامرون، جرج، ایران در سپیده دم تاریخ، ترجمهٔ حسن انوشه، تهران، علمی و فرهنگی، ۱۳۷۲.
- مجیدزاده، یوسف، تاریخ و تمدن ایلام، تهران، مرکز نشر دانشگاهی، ۱۳۷۰.
- هینتس، والتر، دنیای گمشدهٔ ایلام، ترجمهٔ فیروز فیروزنیا، تهران، علمی و فرهنگی، ۱۳۷۱.
- Waters, M.W., 2006. A Neo-Elamite royal family. Iranica antiqua, 41, pp.59-70.